# Lac Diefenbaker
Le lac Diefenbaker est un réservoir et un lac de bifurcation situé dans le Sud de la Saskatchewan au Canada.

## Histoire
Il a été créé par la construction des barrages Gardiner et de la rivière Qu'Appelle respectivement sur les rivières Saskatchewan Sud et Qu'Appelle. La construction commença en 1959 et le lac fut rempli en 1967.
Le lac Diefenbaker est nommé en l'honneur de John Diefenbaker, un ancien premier ministre du Canada.

## Caractéristiques
Le lac a une longueur de 225 km avec une berge d'approximativement 800 km de long. Sa profondeur maximale est de 66 m avec une fluctuation du niveau de l'eau de 3 à 9 mètres à chaque année. Il prodigue de l'eau à l'irrigation domestique et aux réserves municipales. Le lac Diefenbaker est le plus grand dans le Sud de la Saskatchewan tandis que le lac Last Mountain est le plus grand lac naturel. 